# Beaume (rivière de la Haute-Loire)
Pour les articles homonymes, voir Beaume.
La Beaume, appelée l'Ourzie de sa source à la cascade de la Baume, est un cours d'eau de la Haute-Loire, affluent en rive gauche de la Loire.

## Géographie
La rivière est appelée l'Ourzie depuis sa source jusqu'à la cascade de la Baume ; elle devient ensuite le ruisseau de la Baume,, mais certains l'appellent encore l'Ourzie après cette cascade.
L'Orzie prend sa source sur le plateau du massif du Devès, sur la commune de Cayres, à quelque 1 050 m d'altitude, et s'écoule dans une direction sud-ouest—nord-est. À la limite des communes de Solignac-sur-Loire et du Brignon, elle forme la cascade de la Beaume, une chute d'eau de 27 m de hauteur. Elle prend alors ce nom, et rejoint la Loire quelques kilomètres plus bas. Sa longueur totale atteint 9,9 km.